# María Prema Pierick
Hermana María Prema Pierick, M.C., (Reken, 1953 - ) es una religiosa alemana. Fue Superiora General de las Misioneras de la Caridad de Calcuta, India, el instituto religioso fundado por la Santa Madre Teresa de Calcuta, entre 2009 y 2022. 

## Biografía
Nacida como Mechthild Pierick el 13 de mayo de 1953, en una comunidad  agrícola en Reken, Alemania. 
En 1980, después de leer la biografía de la fundadora, Algo Bonito para Dios por Malcolm Muggeridge, se conoció con la Madre Teresa en Berlín. Sintió el llamado para unirse a su trabajo y se trasladó a la India para unirse a las Misioneras.

### Superiora General
Llegó a ser Superiora General del instituto para las Hermanas en Europa. Regresó a la India para supervisar el programa de Tercera probación del instituto, la última etapa de formación antes de la profesión religiosa final. 
Sucedió a la Hermana Nirmala Joshi como Superiora General, el 24 de marzo de 2009, encabezando un instituto que tenía más de 5 000 miembros en todo el mundo en ese entonces.